# スタリオン・ラグナFC
スタリオン・ラグナ・フットボール・クラブ（英語: Stallion Laguna Football Club）は、フィリピンラグナ州ビニャンをホームタウンとするサッカークラブ。

## 歴史
スタリオンFCは2002年、イロイロ州バロタック・ヌエボに創設された。クラブ名は創設者のサッカー愛好家グループがサン・ミゲル社のレッドホースビール・スタリオンを片手にサッカークラブ創設の議論をしていたこと、強さの象徴として知られる地元の民話の英雄であるTamasakが純白のスタリオンであることに由来している。同年、クラブは7人制のサッカー大会でデビューした。2010年6月、バロタック・ヌエボのメイヤーズ・インビテーショナルカップで優勝した。
2012年、ユナイテッド・フットボールリーグカップ決勝でグローバルに2-1で勝利し、初優勝を果たした。2013年、リーグ得点王に輝いたルフィーノ・ファミリア・サンチェスの活躍もあり、ユナイテッド・フットボールリーグで初優勝した。
2016年、本拠地をラグナ州ビニャンに移転して「スタリオン・ラグナFC」と改称した。ビニャン・サッカースタジアムの他にいくつかの試合でマッキンリー・ヒル・スタジアムもホームとして使用する。

## タイトル
- ユナイテッド・フットボールリーグ：1回
  - 2013
- ユナイテッド・フットボールリーグカップ：1回
  - 2012

## 歴代所属選手
- ルフィーノ・ファミリア・サンチェス 2012-2013